# Kalmar Recess
Kalmar Recess er en aftale indgået i Kalmar den 7. september 1483 mellem Sverige på den ene side og Danmark-Norge på den anden. Aftalen behandlede forhold inden for unionen samt hvilke vilkår den danske kong Hans skulle opfylde, for også at blive betragtet som konge af Sverige. Vilkårene baserede sig på kongens forsikringer den 1. februar 1483 i Halmstad, dog "med nogle forbedringer" for Sverige.
Kalmar Recess er på sin vis kongemagtens kapitulation over for rigsrådet og de højere klasser, og højdepunktet for adlens fordringer mod kongen. Der blev blandt andet slået fast, at kongen skulle styre riget med indenlandske mænd og garantere de privilegerede klasser deres fortrinsrettigheder. Nye medlemmer af rigsrådet skulle udpeges efter "rådets råd".
Kun med "rådets råd" skulle alle vigtigere beslutninger træffes, som i spørgsmål om at give og tage forleninger, pantsætning af slotte og len, krigserklæringer, udenlandske hæres inddragelse i landet med mere. Alle højere embeder og len skulle kongen betro til rigets fornemme mænd, og ikke "trække en vanbyrdig person ned over hovedet på dem på nogen måde". Der skulle ikke opkræves skat af adel og præsteskab. Desuden havde undersåtterne ret til at gøre oprør mod kongen, hvis han ikke overholdt hvad der var blevet fastlagt i recessen. Stormændene skulle kunne forhindre kongen i at få adgang til sine gårde og havde ret til at tage andre i forsvar mod kongen.